# H. B. Warner
Harry Byron Warner (Londres, 26 de outubro de 1875 — Los Angeles, 21 de dezembro de 1958), mais conhecido como H. B. Warner (e às vezes creditado como Harry B. Warner), foi um ator britânico nascido na Inglaterra.
Atuou em mais de 130 filmes, dentre os quais se destaca The King of Kings (1927), de Cecil B. de Mille, em que interpretou Jesus Cristo. Com De Mille também trabalhou em The Ten Commandments (1956).